# EX-ARM 엑스암
EX-ARM 엑스암은 HiRock이 글을 쓰고 코미 신야가 그림을 그린 일본 SF (장르) 만화 시리즈이다. 이 시리즈는 Komi의 이전 만화 엑스비타(Ex-Vita)를 리메이크한 것이다. 2015년 2월부터 2017년 12월까지 슈에이샤의 청년 만화 잡지 그랜드 점프에 연재되었고, 이후 2017년 12월부터 2019년 6월까지 슈에이샤의 소년 점프+ 웹사이트에서 연재되었다. 슈에이샤는 해당 장을 단행본 14권으로 편찬했다. EX-ARM EXA라는 속편 만화가 2019년 8월부터 2021년 2월까지 그랜드 점프 무차(Grand Jump Mucha)에서 연재되어 2권으로 편찬되었다.
비주얼 플라이트(Visual Flight)에서 제작한 애니메이션 TV 시리즈로 2021년 1월부터 3월까지 방영되었다.

## 구성
2014년, 나츠메 아키라라는 고등학생은 전자 기기 공포증을 견디면서도 기기 진단에도 능숙하다. 평범하고 만족스럽지 못한 삶을 살고 있는 그는 형의 권유를 받아 좀 더 나은 방향으로 자신을 바꾸고 여자친구를 사귀기로 결심한다. 얼마 지나지 않아 그는 갑자기 사고로 사망한다. 16년 후, 우에노조노 미나미라는 젊은 경찰과 그녀의 안드로이드 파트너 알마는 "엑스암(Ex-Arm)"으로 알려진 고도로 발전된 AI 슈퍼 무기를 회수하고 활성화하여 최후의 수단으로 우주선을 완전히 제어할 수 있게 되었다. AI는 이제 디지털 형태의 아키라의 두뇌로 밝혀졌다. 이 시리즈는 자신의 목적을 위해 엑스암을 사용하여 적을 진압하고 패배시키려는 경찰의 시도를 중심으로 전개된다.